# Burgbachau
Burgbachau ist ein kleiner Ort in der Atterseeregion im Salzburger Salzkammergut und gehört zur Gemeinde Sankt Gilgen im Bezirk Salzburg-Umgebung.

## Geographie
Der Ort befindet sich etwa 35 Kilometer östlich der Stadt Salzburg, 10 Kilometer östlich von St. Gilgen. Er liegt am Südufer des Attersees in der Unterburgau, einer verkehrsmäßigen Exklave der Gemeinde St. Gilgen und des ganzen Landes Salzburg, zwischen den oberösterreichischen Orten Unterach und Weißenbach. Durch den Ort führt die B152 Seeleiten Straße, die Attersee-Ostufer-Straße von Seewalchen her.
Burgbachau liegt direkt am See (469 m ü. A.) auf dem Schwemmfächer des Burggrabens (Burgbach). Dieser kommt von Süden aus dem Raum der zwischen der St.-Wolfganger Moosalm und der Eisenaualm (1412 m ü. A.), in der Schwarzensee-Gebirgslücke der Schafberggruppe am Schafberg zu Leonsberg/Zimnitz hin. Über dem Ort fallen die Abhänge von Ackerschneid (1119 m ü. A.) und Auberg (907 m ü. A.) jäh in den See.
| Berghof | Unterach ∗ (Gem. Unterach a. A., Bez. Vöcklabruck, OÖ) Attersee |        |
|         | Kompassrose, die auf Nachbargemeinden zeigt                     | Burgau |
|         | ∗∗                                                              |        |

| Blick vom Schoberstein im Höllengebirg westwärts auf Unterach und Schafberg: |
| |
| Mittig die Unterburgau, mit den beiden Halbinseln von Burgbachau und Burgau (vorne); darüber der Abbruch der Schafberggruppe über Sechserkogel, Auberg, Ackerschneid zu Kienbergwand und Drachenwand am Mondsee (hinten); zwischen Auberg und Ackerschneid die Burggrabenklamm, darüber die Eisenaualm am Schafberg. |

## Geschichte, Infrastruktur und Sehenswürdigkeiten

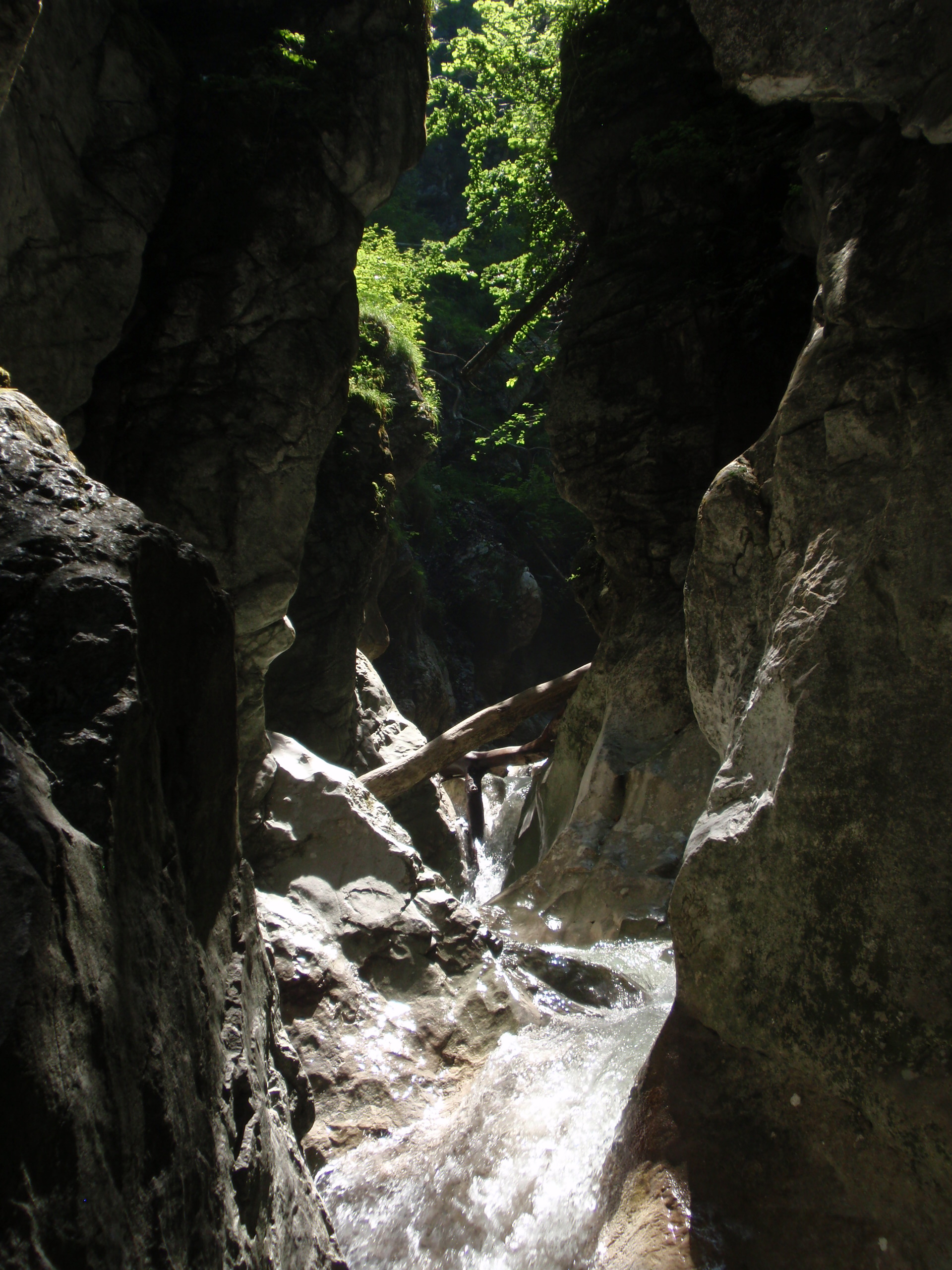
Burggrabenklamm

Die Burgau an Mondsee und Attersee war von alters her zwischen dem Kloster Mondsee, dem Attergau –  beide später dem Habsburgischen Österreich –  und dem Bistum, später souveränen Fürsterzbistum Salzburg umstritten. Erst mit einem Staatsvertrag 1689 wurde die Zugehörigkeit zu Salzburg abschließend geregelt. Es könnte hier eine Befestigung gegeben haben, der Ortsname dürfte aber in Bezug zur Burg Hüttenstein an der Scharflinger Höhe stehen, zu deren Herrschaft die Ortslage gehörte.
Hier bestand das Lassergut (HNr. Unterburgau 2), ein Meierhof der Familie Lasser von Lasseregg, bei Salzburg und auch in Unterach – wo sie kaiserliche Fischmeister waren – ansässig. Anfang des 19. Jahrhunderts gab es noch das Michlhaus (HNr. 3, heutige Villa Friedl oder Ferrary) und die heutige Hnr. 39. Die Unterburgauer Ortslagen lagen weitgehend isoliert, Hauptverkehrsader war immer die Seeschifffahrt. Der Linienbetrieb begann mit der Sommerfrische im Salzkammergut 1869, wurde aber 1964 eingestellt. Der Weg nach Unterach wurde erst 1891 fahrbar gemacht. Um diese Zeit wurden auch die Häuser in Villen umgebaut, es gab eine Zeitlang auch einen öffentlich zugänglichen Aussichtsturm (Radetzky-Warte, Architekt Friedrich Schön). Seit damals gibt es auch den Gasthof Jagerwirt. Die Ferrary-Kapelle, eine kleine Kapelle ab der B152, wurde 1891 als Votivkapelle gestiftet und steht unter Denkmalschutz. Das Anwesen Lasser-Friedl wurde 2001 in ein Reitgut umgebaut.
In Burgbachau befindet sich die Burggrabenklamm, eine sehenswerte Klamm, die teilweise begehbar ist. Der Valerie-Weg dort wurde schon 1890 angelegt. Nach zeitweiser Sperre ist die Klamm seit 2015 wieder zu besichtigen. Seit dieser Zeit wird Burgbachau auch wieder von der Ausflugsschifffahrt angefahren. Oberhalb der Burggrabenklamm befindet sich die Magdalenenquelle, eine alte Heilquelle. Der Weg führt dann weiter Richtung Eisenaualm – Himmelspfort-Steig auf den Schafberg oder Kienberg, wie auch Moosalm–Schwarzensee-Gebiet – St. Wolfgang, oder über den Lasseralmbach zurück zum See bei Burgau.
Richtung Unterach befindet sich der Kaiserbrunnen.